# Жалсараев, Дарма-Доди Аюшеевич
Дарма́-До́ди Аюше́евич Жалсара́ев (1900 (?) год, улус Инзагатуй, Забайкальская область, Российская империя — 1993 год , Бурятия, Россия) — бурятский лама, деятель возрождения буддизма в России, шэрээтэ (настоятель) Иволгинского дацана в 1976—1982 годах.
Дарма-Доди Жалсараев был известным и авторитетным в Бурятии ламой старшего поколения, одним из основоположников восстановления традиций буддизма Ваджраяны в постсоветской России.

## Биография

### Ранние годы и образование
Дарма-Доди Жалсараев (монг. Жалсрагийн) родился в  1900 году. ( В источниках дата рождения варьирует, 1899-1904, однако наиболее вероятен 1900 год, со слов самого Ламы - Гаруда. СПб., 1994. № 1.)  в улусе Инзагатуй Селенгинского ведомства Забайкальской области. Дедом Дарма-Доди по отцовской линии был тибетец, эмигрировавший во 2-й пол. XIX века в Забайкалье и женившийся на бурятке; матерью его была монголка. Согласно устной традиции, в момент рождения Дарма-Доди мимо его дома проходил некий монгольский лама, который подарил ему свои принадлежности для практики Чод. Это считалось дурным знаком, если только ребёнок не обладал высшей степенью духовных способностей.
Его родственники вели торговые дела в Кяхте и располагали достаточными средствами для того, чтобы обеспечить ему религиозное образование. Однако, вопреки их воле, Дарма-Доди начал учиться сравнительно поздно, так как болел оспой. Раннее детство пришлось провести в Монголии. В возрасте 8 лет он всё же поступил в Сартул-Гэгэтуйский дацан, где начал изучение тибетского языка и монгольского письменного языка. Через год был отправлен на учёбу в Тибет, где, помимо основного курса, изучил ритуальную систему Чод и получил имя Пема Дорже Чанг (тиб. པད་མ་རྡོ་རྗེ་འཆང།).

### Религиозные репрессии
В 1927 году Дарма-Доди вернулся из Тибета и вместе с родителями перебрался в Селенгинский аймак Бурят-Монгольской АССР, где продолжил изучение буддийской Тантры, в частности, системы Ямантаки, в которой он достиг чрезвычайной степени компетентности. Исполнял религиозные нужды верующих, освящая, например, отары и паровозы. Когда же в СССР началась волна репрессий, на несколько лет вновь переехал в МНР, где у него умерли родители.
С разгаром репрессий против духовенства в самой Монголии Дарма-Доди вернулся в СССР и в 1937 году  был арестован в Новоселенгинске. До 1946 года пробыл на Колыме на приисках Сусуман и Каменский. В 1948 году вернулся к официальной религиозной деятельности и некоторое время был гэбши-ламой при Гэгэтуйском дацане.

### Деятельность в Иволгинском дацане
В 1964 году лама Дарма-Доди перешёл в Иволгинский дацан. Именно он проводил ритуал освящения главного храма, Цогчен-дугана, после пожара, а в 1976—1982 годах был настоятелем дацана — ширээтэ. Вокруг его фигуры сложилось множество чудесных историй и легенд, порой далёких от действительности, порой глубоко и точно свидетельствующих о его важнейшей роли в сохранении и распространении буддийского Учения в СССР.
Дарма-Доди охотно выступал учителем не только бурят, но и русских, что в 1970—1980-е годы было непривычно и небезопасно. Он хорошо владел русским языком, который выучил в лагерях. Наряду с такими известными ламами как габжа-лама Готавон, Мунко-лама, поддерживал линию Б. Д. Дандарона, использовав характерный для этой традиции термин «жуд» при передаче тантрических текстов.
Дарма-Доди Жалсараев умер в 1993 году в Бурятии.
Существует легенда, согласно которой Лама последние годы не оставлял свое тело лишь по многочисленным просьбам учеников и обещал переродиться в Санкт-Петербурге, куда вскоре после кремации был частично перевезен его прах.